# Tensor tensión de Piola-Kirchhoff
Los tensores de tensión de Piola-Kirchhoff son tensores usados en la teoría de la elasticidad con deformaciones finitas para representar la tensión con respecto a la configuración inicial no deformada. Esto contrasta con el tensor de tensiones de Cauchy usualmente usado para representar las tensiones para la configuración deformada.
En la teoría lineal de la elasticidad debido a que la configuración deformada y la configuración no deformada son prácticamente iguales, se puede usar el tensor de tensiones de Cauchy para representar las tensiones en la configuración inicial no deformada con muy buena aproximación. Sin embargo, con grandes deformaciones esto no resulta adecuado, y en general se requiere el uso de los tensores de Piola-Kirchhoff. Existen dos tipos de tensores de Piola-Kirchoff:
- Primer tensor de Piola-Kirchoff, que es un tensor mixto que relaciona la configuración inicial no deformada con las tensiones en la configuración deformada.
- Segundo tensor de Piola-Kirchoff, es un tensor simétrico que permite plantear el problema elástico sobre la configuración inicial.

Estos tensores toman su nombre de Gabrio Piola y Gustav Kirchhoff.

## Primer tensor tensión de Piola-Kirchhoff
Mientras que el tensor de tensiones de Cauchy TC = (σij) relaciona las fuerzas en la configuración final deformada con las áreas de la configuración final deformada, el primer tensor de Piola-Kirchhoff TR = (PIj) relaciona las fuerzas en la configuración final deformada con las áreas en la configuración inicial no deformada (configuración material). Las componentes de este tensor se relacionan con las del tensor de Cauchy mediante:

{\displaystyle \mathbf {T} _{R}(\mathbf {X} )=\det(\mathbf {F} )\ \mathbf {T} _{C}(\mathbf {x} )\mathbf {F} ^{-T}}

Donde:
{\displaystyle \mathbf {F} _{iJ}={\frac {\partial x_{i}}{\partial X_{J}}}} es el gradiente de deformación, que relaciona la configuración inicial no deformada y la configuración final deformada.
{\displaystyle \mathbf {X} =(X_{1},X_{2},X_{3})} son las coordenadas materiales o las coordenadas sobre la configuración no deformada.
{\displaystyle \mathbf {x} =(x_{1},x_{2},x_{3})} son las coordenadas espaciales o las coordenadas sobre la configuración deformada.
Más sencillamente en componentes y usando en convenio de sumación de Einstein, la relación anterior puede escribirse como:

{\displaystyle P_{Ii}=\left|{\frac {\partial (x_{1},x_{2},x_{3})}{\partial (X_{1},X_{2},X_{3})}}\right|{\frac {\partial X_{I}}{\partial x_{j}}}\sigma _{ij}=\det(\mathbf {F} )\ {\frac {\partial X_{I}}{\partial x_{i}}}\sigma _{ij}}

Puesto que este tensor relaciona magnitudes de diferentes sistemas coordenados es un tensor de "dos puntos" o tensor mixto. En general, este tensor no será simétrico. En una rotación rígida las componentes de este tensor en general no se mantendrán constantes. Este tensor es el "momento conjugado" del gradiente de deformación.

## Segundo tensor tensión de Piola-Kirchhoff
Mientras que el primer tensor de Piola-Kirchhoff TR relaciona fuerzas en la configuración final deformada con áreas en la configuración inicial no deformada, el segundo tensor de Piola-Kirchhoff SR = (SIJ) relaciona fuerzas y áreas sobre la configuración inicial no deformada, y por tanto constituye un tensor ordinario (no mixto).
Las fuerzas sobre la configuración inicial de referencia se obtienen proyectando las fuerzas sobre la configuración deformada, a través de isomorfismo que relaciona ambas geometrías. La relación entre el segundo tensor de Piola-Kirchhoff y el tensor tensión de Cauchy viene dado por:

{\displaystyle \mathbf {S} _{R}(\mathbf {X} )=\det(\mathbf {F} )\ \mathbf {F} ^{-1}\mathbf {T} _{C}(\mathbf {x} )\mathbf {F} ^{-T}}

Por definición además este tensor, al igual que el tensor tensión de Cauchy, es simétrico. La relación anterior expresada en componentes es simplemente:

{\displaystyle S_{IJ}=\left|{\frac {\partial (x_{1},x_{2},x_{3})}{\partial (X_{1},X_{2},X_{3})}}\right|{\frac {\partial X_{I}}{\partial x_{i}}}{\frac {\partial X_{J}}{\partial x_{j}}}\sigma _{ij}=\det(\mathbf {F} )\ {\frac {\partial X_{I}}{\partial x_{i}}}{\frac {\partial X_{J}}{\partial x_{j}}}\sigma _{ij}}

Si el material rota mediante una "rotación rígida" sin cambio de forma y por tanto sin cambio en las tensiones, entonces las componentes del segundo tensor de Piola-Kirchhoff permanecen constantes durante dicha rotación.
Este segundo tensor de Piola-Kirchhoff es el "momento conjugado" respecto a la energía total del tensor deformación de Green-Lagrange.